# バーンゴルフ

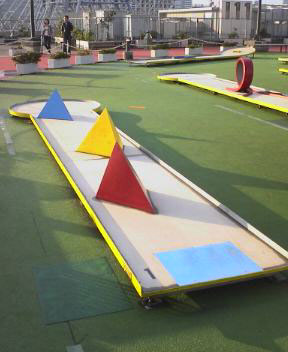
バーンゴルフの1ホール。右に見えるのは2ホール（横浜ワールドポーターズにて）。

バーンゴルフ（bahn golf）はパターを使って行うミニゴルフのようなスポーツ。

## 概要
バーンゴルフはミニゴルフが変形してできたスポーツで、ミニゴルフとの最も大きな違いは、コースに障害物があったり山や谷があったりする事である。世界連盟公認コースはコエタニートコース、フェルトコース、コンクリートコースの三種類があり、それぞれ18ホールずつある。
国際大会などではこの中から2つのコースが選ばれ、行われる。どのコースもゴルフと比べてとても短いため、キャディは不要である。また、全てのコースはホールインワンできるように設計されているので、ゴルフのようにパーになる打数は定められていない。従って、スコアはボールを穴に入れるのに要した打数を記録する。つまり、最も良い記録は18ということである。ボールには複数の種類があり、硬さがそれぞれ違う。これをうまく使い、壁に当てて跳ね返したりする。

## 歴史
1920年頃、ゴルフ発祥の地イングランドで、パター練習用に生まれたミニゴルフがスウェーデンに入りバーンゴルフとしてヨーロッパ各地に広がる。
1963年に世界ミニゴルフ連盟（WMF)が設立され、ヨーロッパを中心にクラブ対抗試合や選手権大会が盛んに行われるようになった。
日本では1995年日本バーンゴルフ協会が設立され、1996年に世界ミニゴルフ連盟に加盟。日本はアジア担当常任理事国に就任。
アメリカ・日本が加盟するまでは毎年ヨーロッパ選手権大会が開催されていたが、現在では世界選手権大会と交互に開催されるようになった。
1997年世界選手権大会(スイス）に日本から選手が初参加。
1998年アジアミニゴルフスポーツ連盟を設立し、2000年には第1回アジア選手権大会を横浜で開催。
現在　世界的にはバーンゴルフの名称はミニゴルフという名称に統一されつつある。